# Josep Maria de Barberà i Canturri
Josep Maria de Barberà i Canturri, (Reus, 9 d'abril de 1833 - Barcelona, 26 de juliol de 1900), va ser sacerdot i catedràtic de retòrica, grec i psicologia.

## Biografia
Pertanyia a una de les famílies més distingides de Reus. El seu pare tintorer d'ofici era Antón de Barberà i Pey, la seva mare Josefa Canturri i Sardà tots dos nascuts a Reus. L'historiador reusenc Andreu de Bofarull diu que de jove estudià a les Aules de la seva ciutat natal, on va ser deixeble de Ramon Balart, i després al Seminari de Tarragona, on va cursar Filosofia, Teologia i Cànons. Ja sacerdot i professor d'aquell seminari va seguir la carrera de Filosofia i Lletres. Quan la va acabar va obtenir la càtedra de Psicologia a l'Institut de Tarragona i la Revolució de Setembre el portà a la direcció d'aqueix centre d'ensenyament. Va col·laborar a la premsa tarragonina, sermonejà a les esglésies de la metròpoli i prengué part activa en els certàmens de l'Ateneu Tarragoní. Va ser elegit membre de l'Arcàdia de Roma per la seva traducció castellana de les Lamentacions de Jeremies, i Amadeu I d'Espanya i Alfons XII li concediren els títols de capellà d'honor i de predicador de la Capella Reial.
Va traduir del llatí i de l'hebreu, publicà alguns dels seus sermons i obres de psicologia, però sobretot és conegut per l'obra satírica Lo prodigi del sigle, on caricaturitza la societat i la intel·lectualitat de l'època a través d'una trobada d'ases a Collbató.

## Obres
- La Prosa dels difunts para frasejada en décimas catalanas. Tarragona: Imprenta de Francisco Arís, 1858
- Sumario de las lecciones de psicología, lógica y ética: explicadas á los alumnos del Instituto Provincial de Tarragona. Tarragona: Viuda de A. Nel·lo, 1864
- Lo Prodigi del sigle: famosa academia universal dels ases fundada en Collbató: sessions burricals escritas ab la pota de Guixeret. Donadas a llum y annotadas per lo rabí Abraham Zacuth. Tarragona: Imprenta de Puigrubí y Arís, 1868. (L'autor s'identifica al final del text)
- Oración fúnebre que debía predicarse en la Parroquial Iglesia de S. Pedro de la ciudad de Reus el dia 18 de enero de 1871, con motivo de les solemnes honras á la memoria del Excmo. Sr. D. Juan Prim, Marqués de los Castillejos. Tarragona: Imprenta de José A. Nel·lo, 1871. (La censura eclesiàstica prohibí el sermó al considerar que Prim era maçó i es va repartir imprès)
- El Cantar de los Cantares de Salomón: versión ajustada al original hebreo. Tarragona: Imprenta de J. A. Nel·lo, 1873
- Lamentaciones de Jeremías, traducidas del hebreo. Tarragona: Tipografía de José Tort y Cusidó, 1880
- "Dies irae": paràfrasis del fúnebre cantich, en décimas catalanas. Tarragona: J. A. Nel·lo, 1891